# Leizu
Leizu (en chino: 嫘祖 en chino: Léi Zǔ), también llamada Xi Lingshi (西陵氏 , Wade–Giles: Hsi Ling-shih), fue una legendaria emperatriz china, esposa del Emperador Amarillo. Según la tradición, fue la descubridora de la sericultura e inventó el telar de seda en el siglo XXVII a. C.

## Mitos
Según la leyenda, Leizu descubrió gusanos de seda mientras tomaba un té por la tarde. Cuando el capullo cayó en su té, el  calor desenvolvió la seda, que se extendió a través de su jardín. Al ver el hilo, lo siguió hasta el capullo, dándose cuenta de que era la fuente  de la seda. 
Otra versión dice que  encontró dichos gusanos mientras comían hojas de morera y tejían sus capullos. Recogió algunos capullos, y se sentó a tomar el té. Mientras tomaba una taza, cayó un capullo en el agua hirviendo. Al tirar del hilo para sacarlo, terminó enrollando la atractiva fibra alrededor de su dedo.
Persuadió entonces a su marido para que le dejara unas moreras, donde domesticó a los gusanos que hacían esos capullos. Se le atribuye también el invento del carrete de seda, que une los filamentos en un hilo con la suficiente fuerza para ser tejido, y el primer telar de seda. Leizu compartió sus descubrimientos, extendiendo el arte de la seda por China.
Es objeto de adoración popular en la China moderna, bajo el título de  Madre de los Gusanos de Seda (Lata Nainai).
Leizu tuvo un hijo con el Emperador Amarillo llamado Changyi, que fue el padre del Emperador Zhuanxu. Zhuanxu fue elegido como heredero de su abuelo por delante de su padre y tíos.